# دستور سان مارينو
يتوزع دستور جمهورية سان مارينو على عدد من الأدوات التشريعية أهمها النظام الأساسي لعام 1600 وإعلان حقوق المواطن لعام 1974 بصيغته المعدلة في 2002. النظام الدستوري له تأثيرات من قانون جستنيان والقانون العرفي الروماني. قد يكون لسان مارينو أقدم دستور باقٍ لأي دولة ذات سيادة في العالم.

## النظام الأساسي لعام 1600
بدأ النظام القانوني الحالي لجمهورية سان مارينو في 8 أكتوبر 1600. أعطت الحكومة قوة ملزمة لمجموعة من القوانين كتبها كاميلو بونيلي،  والتي تغطي مؤسسات وممارسات حكومة السامارينيزي في ذلك الوقت. كانت مكتوبة باللاتينية في ستة كتب. العنوان باللغة اللاتينية "Statuta Decreta ac Ordinamenta Illustris Reipublicae ac Perpetuae Libertatis Terrae Sancti Marini" (قوانين ومراسيم الجمهورية اللامعة والاستقلال الدائم لأرض القديس مارينوس).
كان النظام الجديد تحديثًا لـ(قانون المدينة) الذي خدم سان مارينو منذ حوالي عام 1300. المؤسسات القائمة، مثل مجلس الستين، تم ترحيلها من هذه الفترة. تشكل اللوائح أساس جميع القوانين السارية اليوم، وبالتالي قد تكون أقدم دستور لأي دولة قائمة.

### الكتاب الأول
يحتوي الكتاب الأول على 62 مادةً. وهو ذو طابع دستوري ويصف المجالس المختلفة في سان مارينو والمحاكم وعدد من المناصب الإدارية، بما في ذلك الحاكمان والصلاحيات الموكلة إليهم. تشرح المادتان الأخيرتان كيفية تفسير القانون وتغييره، بما في ذلك كيفية إصدار القانون.

### الكتاب الثاني
الكتاب الثاني، بعنوان الأسباب المدنية، يحتوي على 75 مادةً. النصف الأول ينص على إجراءات القانون المدني التي تشمل مذكرات الاستدعاء والأدلة واستجواب الشهود والنفقات القضائية. النصف الثاني يشمل القُصَر والتعليم ورواتب الخدمة المدنية والوصايا. هناك قسم يروج للتسوية لحل النزاعات وآخر ينظم رواتب المحامين.

### الكتاب الثالث
يحتوي على 74 مادةً ويغطي القانون الجنائي. تختص الدولة وحدها بمقاضاة الأفعال الإجرامية. تنص القوانين على صيغة تكون العقوبة بموجبها متناسبة مع الجريمة وأي ظروف مخففة. يتم إيلاء اهتمام خاص لحماية أصول الدولة والكنيسة، ومنع تلوث مصادر المياه.

### الكتاب الرابع
الكتاب الرابع، المسمى الاستئناف، يحتوي على 15 مادةً. يشرح المجلد كيفية تعيين القضاة، وتصنيف الأحكام، والاستئناف، وضمانات الاستئناف.

### الكتاب الخامس
يحتوي الكتاب الخامس، على 46 مادةً تغطي مجموعة من الموضوعات. وتشمل هذه بيع اللحوم والصرف الصحي والصحة واحتياطيات المياه والطرق.

### الكتاب السادس
يحتوي الكتاب السادس على 42 مادةً ويغطي التعويضات والأوزان والزراعة. يوضح، على وجه الخصوص، أن رؤساء العائلات مسؤولون عن أفعال أبنائهم وأي خدم.

## إعلان حقوق المواطن
في 12 يوليو 1974، وقع الحاكمان قانونًا (59/1974) تم تبنيه من قبل المجلس الكبير والعام يتضمن إعلانًا لحقوق المواطن والمبادئ الأساسية للنظام القانوني لسان مارينو. يبدأ الإعلان برفض الحرب. ينص على أن الناس يتمتعون بالسيادة ويشرح كيف ينطبق مبدأ فصل السلطات على سان مارينو. يكفل للمواطنين حقوقا معينة بما في ذلك المساواة، الحرمة، الحرية وحق التصويت.
يصف يوري دورسما قانون 1974 بأنه القانون الأساسي للجمهورية.
تم تعديل الإعلان في عام 2002، حيث قدم مزيدًا من التفاصيل الدستورية حول تنظيم الحكومة وإنشاء لجنة الضامنين حول دستورية القواعد، وهي محكمة مسؤولة عن تقييم امتثال القوانين فيما يتعلق بإعلان الحقوق.